# Velòdrom d'Inca
El Velòdrom d'Inca (també conegut com a Velòdrom des Cos) era una instal·lació dedicada al ciclisme en pista a l'aire lliure d'Inca (Mallorca), existent entre 1898 i 1900.
Fou impulsada pel Club Velocipedista d'Inca, societat esportiva fundada poc abans per a la pràctica del ciclisme. Es va planificar en uns terrenys denominats Camp de sa Mostra, no gaire lluny del local social del Club Velocipedista i amb l’objectiu de celebrar carreres ciclistes en pista.
La inauguració va tenir lloc el 29 de maig de 1898. Tenia 333,33 metres de corda, 6 metres d'amplada i grades per a 2.000 espectadors. La principal carrera que va acollir va ser el Campionat de Balears de ciclisme de 1899. La crisis oferta per l'entitat propietària va fer que al cap de dos anys d’activitat els terrenys del velòdrom fossin venuts. Així, a finals de 1900 l'entitat se’n va desprendre i fou esbucat durant 1901.